# Regionales Schutzgebiet Humedales de Ventanilla
Das Regionale Schutzgebiet Humedales de Ventanilla, span. Área de Conservación Regional Humedales de Ventanilla, befindet sich in Callao im Großraum der Hauptstadt Lima an der peruanischen Pazifikküste. Das Schutzgebiet wurde am 20. Dezember 2006 eingerichtet. Die Regierung der konstitutionellen Provinz Callao ist die für das Schutzgebiet zuständige Behörde. Das Schutzgebiet besitzt eine Größe von 2,75 km². Es umfasst das namengebende Feuchtgebiet und wird in der IUCN-Kategorie VI als ein Schutzgebiet geführt, dessen Management der nachhaltigen Nutzung natürlicher Ökosysteme und Lebensräume dient.

## Lage
Das Schutzgebiet befindet sich im Distrikt Ventanilla im Norden von Callao. Es umfasst ein Feuchtgebiet an der Pazifikküste. Dieses wird durch einen etwa 350 m breiten Küstenstreifen vom Meer getrennt. Das Schutzgebiet ist von einer Küstenwüstenlandschaft umgeben. Diese ist jedoch zu einem Großteil von Wohnsiedlungen überzogen.

## Bedeutung
Das Schutzgebiet dient der Erhaltung eines Feuchtgebietes, das einen Rastplatz für Zugvögel darstellt. Bei einer Studie zwischen November 2005 und Oktober 2006 wurden 59 Vogelarten gezählt. Zusammen mit Vogelarten, die bei weiteren Studien im Schutzgebiet gefunden wurden, beträgt die Gesamtzahl 78. Zu den Vogelarten im Schutzgebiet gehören die Punaente (Spatula puna) und die Blauflügelente (Spatula discors), beides Zugvögel, die sonst in den Hochlagen der Anden leben. Weitere Vögel sind der Amerikanische Zwergdommel (Ixobrychus exilis), der Kuhreiher (Bubulcus ibis), der Kiebitzregenpfeifer (Pluvialis squatarola), der Mangrovenkuckuck (Coccyzus melacoryphus), das Papageienschnabelpfäffchen (Sporophila peruviana), die Kurzschnabel-Gilbtangare (Sicalis luteola), der Wanderfalke (Falco peregrinus), die Rauchschwalbe (Hirundo rustica), der Gelbkopfstärling (Chrysomus icterocephalus), der Große Gelbschenkel (Tringa melanoleuca), der Wiesenstrandläufer (Calidris minutilla), die Hudsonschnepfe (Limosa haemastica), der Steinwälzer (Arenaria interpres) und der Trauertyrann (Tyrannus melancholicus).
Zur Flora im Schutzgebiet gehören Salicornia fruticosa aus der Gattung der Queller, Distichlis spicata aus der Familie der Süßgräser, die Rohrkolben-Art Typha dominguensis, Zypergräser (Cyperus), das Pfahlrohr (Arundo donax) und Tessaria integrifolia.